# Pedro Cisneros de Castro y Ulloa
Pedro Cisneros de Castro y Ulloa, conde de Gimonde  (San Miguel de Sarandón, Vedra, La Coruña, 2 de diciembre de 1770-Santiago, 12 de julio de 1824) fue un noble español del siglo XIX, importante mecenas de la cultura gallega y miembro de la Junta Suprema Central que gobernó España durante la guerra de la Independencia.

## Biografía
Pedro Cisneros de Castro y Ulloa, nacido en Vedra (La Coruña) el 2 de diciembre de 1770, fue el segundo titular del condado de Gimonde. Era hijo de Juan Antonio Cisneros de Castro y de la Barrera (1725-1798), regidor perpetuo de la ciudad de Santiago de Compostela, y de Dª Manuela de Ulloa y Cadórniga. Su padre recibió el título de Conde de Gimonde del Rey  Carlos III de España, con el vizcondado previo de Soar, por decreto dado en el Palacio Real de El Pardo el 14 de enero de 1766.
Cuando falleció su padre, el 20 de diciembre de 1798 heredó el título y las extensas propiedades del primer Conde. Se casó con Dª Agustina de Puga y Araujo, tuvo una única hija, Dª Jacoba Cisneros de Castro, III condesa de Gimonde, y falleció en Santiago de Compostela el 12 de julio de 1824, a los 53 años de edad.

## Actividad durante la Guerra de la Independencia contra Napoleón

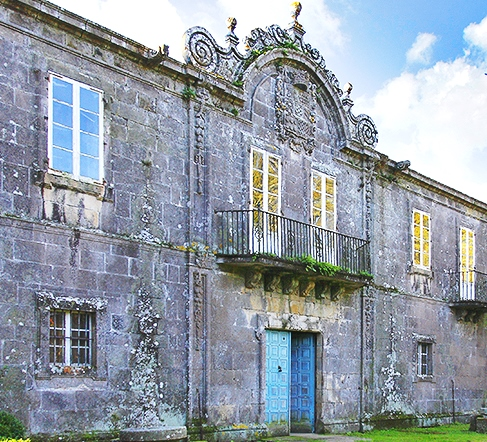
Pazo de los Condes de Ximonde, en Vedra (La Coruña)

### Miembro de la Junta Suprema de Defensa de Galicia
Durante la Guerra de la Independencia Española el II conde de Gimonde tuvo un papel muy importante. Como regidor de Santiago y en su representación fue miembro de la Junta Suprema de Armamento y Defensa de Galicia que se formó en junio de 1808 en La Coruña para coordinar y organizar la resistencia y funcionar como organismo rector del Reino de Galicia, ante el vacío de poder generado por la guerra. El conde de Gimonde fue presidente de las sesiones de la Junta, actuando al mismo tiempo como miembro de la Junta Provincial de Santiago.
Asimismo participó  en la organización del ejército para activar el levantamiento del Reino de Galicia.

### Miembro de la Junta Suprema Central
En septiembre del mismo año, como político moderado e ilustrado, pero patriota y no afrancesado, fue elegido por las Juntas Supremas de Galicia, Castilla y León reunidas en Lugo,  para representar al Reino de Galicia, junto con Manuel Avalle, en la Junta Suprema Central de 34 miembros que se constituyó formalmente en Aranjuez el 23 de septiembre de 1808, presidida por Floridablanca, para gobernar España durante el cautiverio de Fernando VII.
La Junta Suprema Central, también llamada Junta Suprema, Junta Central o Junta Central Suprema y cuya denominación oficial era Junta Suprema Central y Gubernativa del Reino, fue el órgano que asumió los poderes ejecutivo y legislativo españoles durante la ocupación napoleónica de España. Se constituyó el 25 de septiembre de 1808 tras la victoria en la batalla de Bailén y después de que el Consejo de Castilla declarase nulas las abdicaciones de Bayona. Su mandato concluyó el 30 de enero de 1810, con la constitución de la Junta de Regencia y la convocatoria de las Cortes de Cádiz.
En los meses que siguieron a su fundación, la Junta se encargó de organizar al país y de dirigir la guerra, destacando entre sus acciones el establecimiento de tributos de guerra, la constitución del «Ejército de la Mancha», mandado por el General Aréizaga, y la firma del Tratado de Alianza con Gran Bretaña (14 de enero de 1809).

### Desplazamiento de la Junta Central a Sevilla y Cádiz

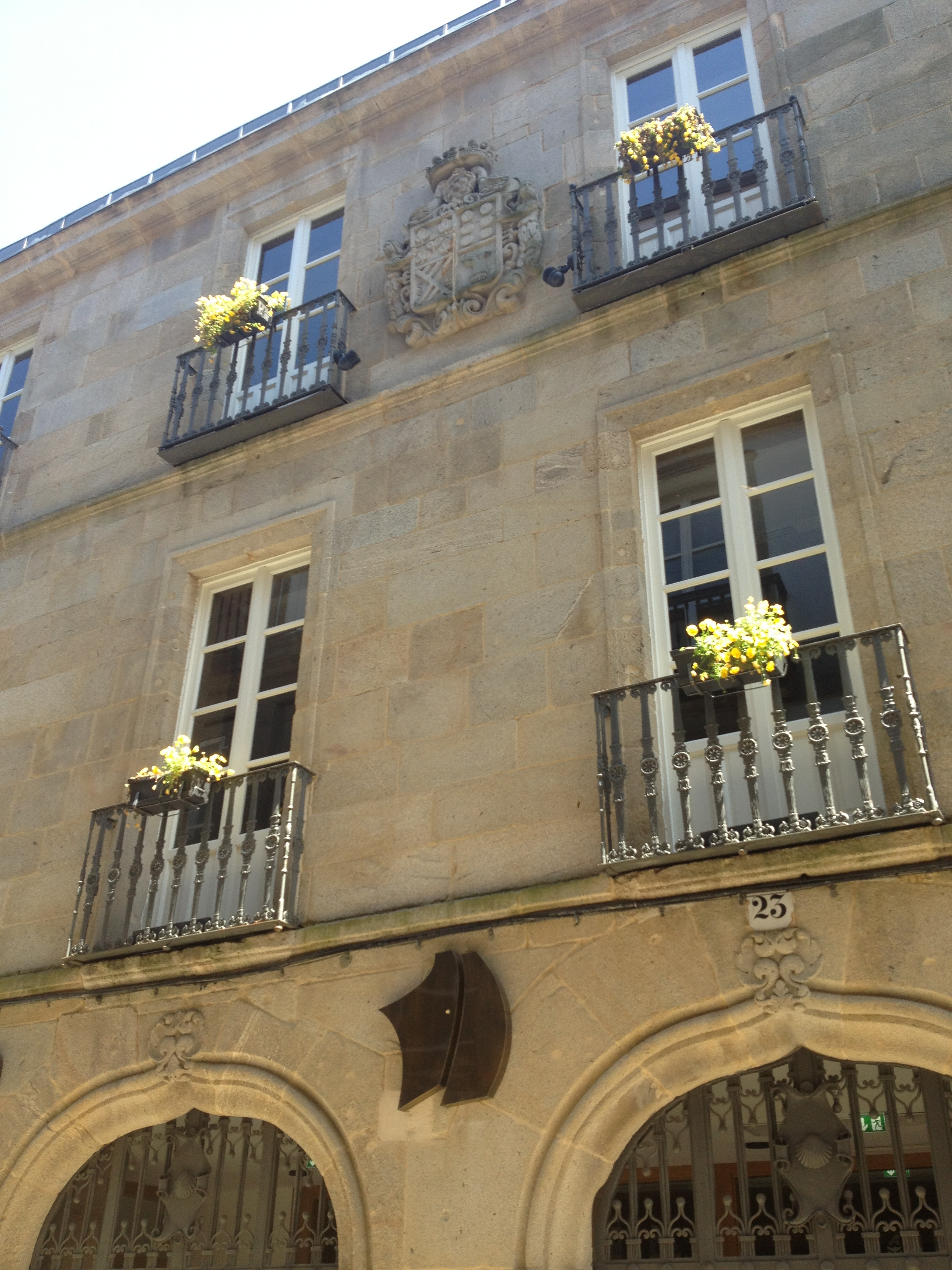
Pazo de los Condes de Ximonde en Santiago.

Con la llegada de Napoleón en noviembre de 1808 y la capitulación de Madrid, la Junta Suprema Central, de la que formaba parte el Conde de Gimonde, se vio obligada a desplazarse hasta Extremadura, después a Sevilla dónde residiría desde el 16 de diciembre de 1808 y, en último lugar, a la Isla de León, actual San Fernando, el 23 de enero de 1810.

### Preparación del Reglamento de las Cortes de Cádiz
El Conde de Gimonde formó parte, con Jovellanos y Valdés entre otros, de la comisión de la Junta Central que se encargó de preparar el Reglamento de las Cortes de Cádiz,  y firmó en la Real Isla de León el Decreto de la Junta Suprema Central de 29 de enero de 1810 que convocó las Cortes
así como el Decreto que nombró una Nueva Junta de Regencia, presidida por el Obispo de Orense, D. Pedro de Quevedo y Quintano, a la que la Junta Suprema trasladó el poder para que preparase y organizase las Cortes.

### Constitución del Consejo de Regencia y regreso del Conde de Gimonde a Galicia
Cuando se creó el Consejo de Regencia se desató una reacción política contra los miembros de la anterior Junta Suprema Central, y el Conde de Gimonde abandonó por mar la isla de León, no llegando a participar en las Cortes que redactaron la Constitución de Cádiz, en cuya convocatoria había tenido una directa intervención.
Regresó a Galicia en la fragata Cornelia, en agosto de 1810.

## Actividad como Mecenas enGalicia

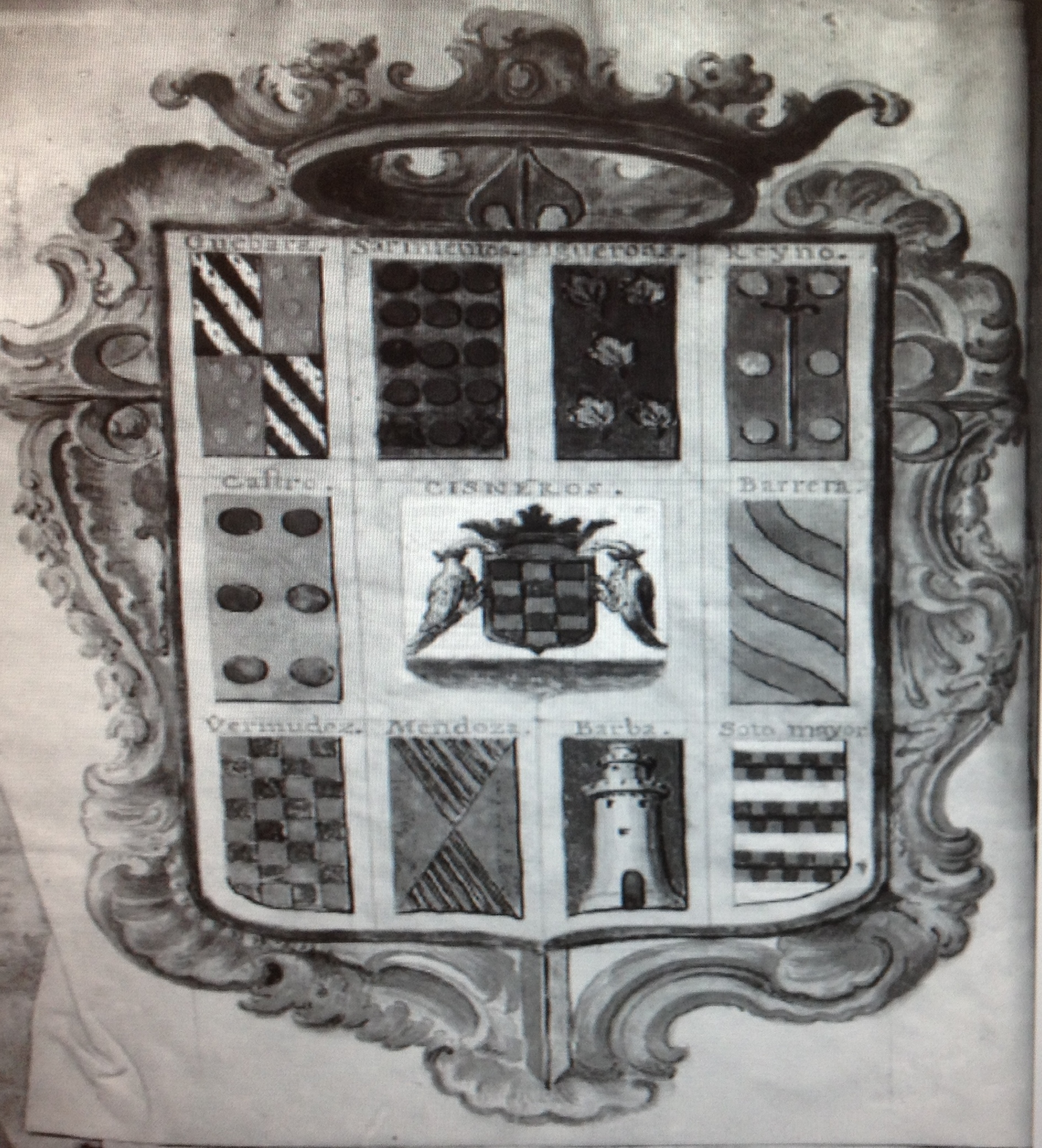
Escudo de los Condes de Gimonde. Foto de un grabado antiguo.

El segundo Conde de Gimonde sobresale como miembro destacado de la ilustración gallega de finales del siglo XVIII y comienzos del siguiente, llegando a ser "la gran figura de la ilustración gallega compostelana". Fue, además,  un importante mecenas que protegió al arquitecto Melchor de Prado y a su hermano el escultor Manuel de Prado, al pintor Plácido Fernández y a otros artistas gallegos de su época.

### Sociedad Económica de Amigos del País de Santiago
Apoyó la Sociedad Económica de Amigos del País de Santiago, que había sido fundada en 1784 y creó en 1805 una Escuela gratuita de Dibujo, adscrita a la Sociedad Económica de Amigos del País de Santiago para promocionar la pintura gallega, en la que, entre 1806 y 1809, fue profesor el pintor Plácido Antonio Fernández de Arosa que en 1794, pensionado por el conde de Gimonde, ingresó en la  Real Academia de Bellas Artes de San Fernando, donde coincidió con su hermano Tomé, también pintor.

### Reconstrucción de la Iglesia de Cuntis
Reconstruyó a su costa la iglesia de Cuntis, que había sido quemada por los franceses durante la guerra de la independencia, como consecuencia de los ataques que los vecinos de Cuntis hacían a las tropas francesas cuando avanzaban hacia La Estrada desde Santiago, en la zona de Puentevea.

### Apoyo a los baños termales de Cuntis
En 1807 creó en Cuntis una Fundación Hospitalaria para que pudiesen beneficiarse de los baños termales quienes careciesen de fondos suficientes, mandando construir baños para hombres y mujeres, modernizando y mejorando la Casa de baños existente.

### Publicaciones
Se interesó por la genealogía, siendo autor de una obra destacada sobre la materia, el “Libro de los escudos de armas”. Su nombre completo es "Libro que hago yo, el Conde de Gimonde, de varios escudos de armas, con las descripciones sacadas de varios libros de formado y manuscrito y de varias que adquirí"